# Guru Nanak
Sri Guru Nanak Dev Ji, hay gọi một cách ngắn gọn là Guru Nanak (tiếng Punjab: ਗੁਰੂ ਨਾਨਕ; tiếng Hindi: गुरु नानक, tiếng Urdu: گرونانک, [ɡʊɾu nɑnək] Guru Nanak) (15 tháng 4 năm 1469 - 22 tháng 9 năm 1539) là người sáng lập và là guru đầu tiên của đạo Sikh. Ngày sinh của ông được tổ chức trên toàn thế giới vào Kartik Puranmashi, ngày trăng tròn rơi vào những ngày khác nhau mỗi năm trong tháng Katak, tháng 10 hoặc 11.
Guru Nanak đi nhiều và truyền giáo về thông điệp của một Đấng Toàn năng ngự trong mỗi con người, vốn là những sáng tạo của Đấng Toàn năng và tạo thành sự thật vĩnh cửu. Ông đã thiết lập một nền tảng tinh thần, xã hội và chính trị độc đáo dựa trên sự bình đẳng, tình huynh đệ, lòng tốt, và đức hạnh.
Niềm tin tôn giáo của đạo Sikh cho rằng tinh thần, tính thần thánh và thần quyền của thánh Guru Nanak bao phủ trên chín guru của đạo này khi họ được hưởng ân huệ trở thành guru.